# Extent (檔案系統)
在计算机文件系统中，一个 （在中國大陸某些文獻中翻譯為「区段」），是指一段连续的存储空间。一般来说，一个文件的物理大小一定是一个 extent 容量的整数倍。当一个进程创建一个文件的时候，文件系统管理程序会将整个 extent 分配给这个文件。当再次向该文件写入数据时（有可能是在其他写入操作之后），数据会从上次写入的数据末尾处追加数据。这样可以减少甚至消除文件碎片。
以下的系統支援 extents：
- ASM - Automatic Storage Management - 甲骨文面向数据库的檔案系統。
- BFS - BeOS、Zeta 和 Haiku 操作系統。
- Btrfs - 在Linux上以GPL授权的文件系统。
- Ext4 - Linux 檔案系統（需要配置启用——在Linux 2.6.23版本默认启用）
- Files-11 - Digital Equipment Corporation (subsequently Hewlett-Packard) OpenVMS 檔案系統。
- HFS and HFS Plus - Hierarchical File System - Apple Macintosh 檔案系統。
- HPFS - High Performance File Syzstem - OS/2 and eComStation.
- JFS - Journaled File System - 用于AIX，OS/2/eComStation 和 Linux 操作系統。
- Melio FS - 一种Windows上从Sanbolic引用的 共享磁盘文件系统。
- Microsoft SQL Server - 2000-2008版本，支持extents到64KB[2]
- Multi-Programming Executive - Hewlett-Packard 製作的檔案系統。
- NTFS - Microsoft Windows上常用的檔案系統。
- OCFS2 - Oracle Cluster File System - 一种Linux的共享磁盘文件系统。
- Reiser4 - Linux 檔案系統 (in "extents" 模式)。
- SINTRAN III - File system used by early computer company Norsk Data.
- UDF - Universal Disk Format - Standard for optical media.
- VERITAS File System - Enabled via the pre-allocation API and CLI.
- XFS - SGI 的第二代檔案系統。

## 備註及參考文獻
1. ↑  在中文世界裏， 一詞尚未有統一的翻譯，大部分文獻都是用原文，以避免混淆。
2. ↑  . （原始内容存档于2013-06-05）.

## 外部連結
- Getting to know the Solaris filesystem, Part 1（页面存档备份，存于）: Allocation and storage strategy — comparison of block-based and extent-based allocation